# Charles Lamy (acteur)
Pour les articles homonymes, voir Charles Lamy et Lamy.
Charles Lamy (né le 28 août 1857 à Lyon et mort le 15 juin 1940 à Orléans, tué au cours d'un bombardement) est un acteur français. Il est le père du chanteur et acteur Adrien Lamy.

## Biographie

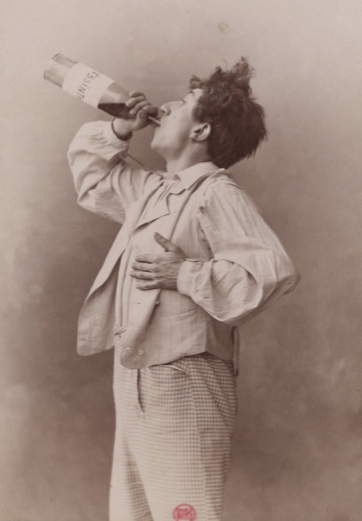
Portrait de Charles Lamy (Atelier Nadar)

## Filmographie
- 1913 : L'Illustre Mâchefer de Louis Feuillade
- 1913 : Les Somnambules de Louis Feuillade
- 1914 : La Carotte (anonyme)
- 1914 : Le Jocond de Louis Feuillade
- 1914 : Le gendarme est sans culotte de Louis Feuillade
- 1914 : Son Excellence de Léonce Perret
- 1915 : Le Furoncle de Louis Feuillade
- 1916 : Paris pendant la guerre d'Henri Diamant-Berger
- 1917 : La Fugue de Lily de Louis Feuillade
- 1917 : Le Ballon rouge (anonyme)
- 1918 : Médard est rentré saoul de Jacques Grétillat
- 1918 : Un client sérieux de Jacques Grétillat
- 1920 : Mademoiselle de La Seiglière d'André Antoine
- 1921 : Le Crime du Bouif d'Henri Pouctal
- 1922 : L'Empereur des pauvres de René Leprince
- 1922 : Les Mystères de Paris de Charles Burguet
- 1922 : La Résurrection du Bouif d'Henri Pouctal
- 1923 : Mon Oncle Benjamin de René Leprince
- 1923 : Pax Domine de René Leprince
- 1923 : Un bon petit diable de René Leprince
- 1924 : Faubourg Montmartre de Charles Burguet
- 1925 : Monte-Carlo de Louis Mercanton
- 1927 : La Cousine Bette de Max de Rieux
- 1928 : La Chute de la maison Usher de Jean Epstein
- 1929 : Le Crime de Sylvestre Bonnard d'André Berthomieu
- 1929 : La Maison des hommes vivants de Marcel Dumont
- 1929 : Tarakanova de Raymond Bernard
- 1930 : Le Blanc et le Noir de Robert Florey
- 1930 : Lévy et Cie d'André Hugon
- 1930 : Romance à l'inconnue de René Barberis
- 1930 : Un trou dans le mur de René Barberis
- 1931 : Les Galeries Lévy et Cie d'André Hugon
- 1931 : Paris Béguin d'Augusto Genina
- 1931 : Un monsieur qui suit les femmes de Lucien Mayrargue (court métrage)
- 1932 : Ce Cochon de Morin de Georges Lacombe
- 1932 : La Chanson d'une nuit d'Anatole Litvak
- 1932 : Faut-il les marier? de Carl Lamac et Pierre Billon
- 1932 : Voyage de noces de Germain Fried et Erich Schmidt
- 1933 : L'Ami Fritz de Jacques de Baroncelli
- 1933 : Les Surprises du divorce de Jean Kemm
- 1935 : Bourrasque de Pierre Billon
- 1935 : Gangster malgré lui d'André Hugon
- 1935 : Moïse et Salomon parfumeurs d'André Hugon
- 1936 : Les Mariages de Mademoiselle Lévy d'André Hugon
- 1937 : L'Habit vert de Roger Richebé

## Théâtre
- 1894 : Les Forains opérette de Maxime Boucheron et Antony Mars, musique Louis Varney, Théâtre des Bouffes Parisiens
- 1900 : Moins cinq...  de Paul Gavault et Georges Berr, Théâtre du Palais-Royal
- 1901 : L'Inconnue  de Paul Gavault et Georges Berr, Théâtre du Palais-Royal
- 1902 : La Carotte de Georges Berr, Paul Dehere et Marcel Guillemaud, Théâtre du Palais-Royal
- 1905 : La Marche forcée de Georges Berr et Marc Sonal, Théâtre du Palais-Royal